# Jimmy Tremeer
Leonard Francis Tremeer, meglio noto con il soprannome Jimmy Tremeer (Barnstaple, 1º agosto 1874 – Guildford, 29 ottobre 1951), è stato un ostacolista e giavellottista britannico.
Nel 1908 prese parte ai Giochi olimpici di Londra vincendo la medaglia di bronzo nei 400 metri ostacoli e arrivando in finale nella gara del lancio del giavellotto.

## Palmarès
| Anno | Manifestazione  | Sede   | Evento                 | Risultato | Prestazione | Note |
| ---- | --------------- | ------ | ---------------------- | --------- | ----------- | ---- |
| 1908 | Giochi olimpici | Londra | 400 metri ostacoli     | Bronzo    | 57"0 s      |      |
| 1908 | Giochi olimpici | Londra | Lancio del giavellotto | finale    | n/d         |      |